# Tomás Campos (torero)
Tomás Campos de Diego conocido como Tomás Campos (Llerena, Provincia de Badajoz, 24 de abril de 1992, ) es un torero español.

## Biografía
Fue alumno de la Escuela taurina de Badajoz. El 9 de septiembre de 2009 en Albuquerque hizo su debut en público. El 30 de junio de 2011 debuta sin caballos en Sevilla. El 2 de marzo de 2012 debutó con picadores en la Plaza de toros de Olivenza acartelado junto a Álvaro Sanlúcar y Tomás Angulo con novillos de José Luis Marca. El 21 de abril de 2013 hizo su presentación en Las Ventas junto a Roberto Blanco y Gonzalo Caballero con novillos de Collado Ruiz y el 12 de mayo de 2013 debutó en Sevilla.
El 22 de junio de 2014 tomo la alternativa en la Plaza de toros de Badajoz teniendo de padrino a Morante de la Puebla y de testigos a El Juli y Miguel Ángel Perera con toros de Garcigrande, salió a hombros junto a Perera. Confirmó alternativa en Madrid el 24 de junio de 2018 con Octavio Chacón de padrino y Javier Cortes de testigo con toros de Montalvo. El 15 de agosto de 2019 sufrió una grave cogida en Cenicientos